# Застава Британске Колумбије
Застава Британске Колумбије приказује мотив са штита грба Британске Колумбије. Горњи део заставе је застава Велике Британије са круном у центру, што симболише историју Британске Колумбије као британске колоније. Доњи део заставе приказује Сунце које залази у Тихи океан, што симболише положај провинције.
Застава Британске Колумбије проглашена је 14. јуна 1960. године, од стране премијера Бенета.